# Gómez Palacio
Gómez Palacio est une ville du nord-est de l'État de Durango au Mexique. C'est la deuxième ville de l'État par le nombre d'habitants. Elle fait partie du pôle économique de la Laguna avec Lerdo et Torreón.
L'urbanisation moderne de Gómez Palacio a commencé en 1894, lorsque la compagnie de chemin de fer, Compañía del Ferrocarril Central Mexicano, a installé la gare Estación de los lerdos (Gómez Chacón) dans ce qui est maintenant le centre de la ville. C’est ainsi que Santiago Lavin Cuadra a commencé à faire don de terres en échange d’un logement et de la modification de l’aspect désertique. Quelques années plus tard, le 20 novembre 1910, un groupe de rebelles se souleva, initiant ainsi la révolution mexicaine, cette ville en étant un berceau. Depuis les années 1970, la ville s'est fondamentalement transformée autour du secteur agricole et industriel, possède actuellement l’une des zones industrielles les plus vastes et les plus importantes du pays.

## Tourisme et Monument
Gómez Palacio étant une ville industrielle, elle compte peu d'attraction touristique parmi elles :

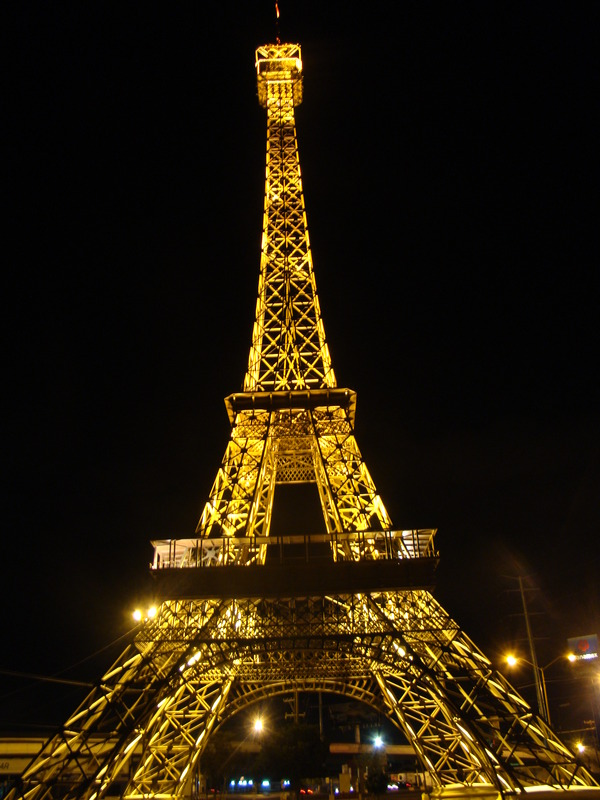
Tour Eiffel de Gómez Palacio.

- Une réplique de la tour Eiffel de 58 mètres de hauteur a été donnée en 2007 par la communauté française de la ville. Elle est située sur le boulevard Miguel Aleman et le boulevard Francisco González de la Vega.

- Le mirador et monument du général Pancho Villa.

## Climat
Son climat est variable, en été la température peut monter jusqu'à 42 °C et en hiver elle peut descendre jusqu'à 0 °C.
| Mois                                  | jan.      | fév.     | mars      | avril     | mai       | juin      | jui.      | août      | sep.      | oct.      | nov.      | déc.      | année |
| ------------------------------------- | --------- | -------- | --------- | --------- | --------- | --------- | --------- | --------- | --------- | --------- | --------- | --------- | ----- |
| Température minimale moyenne (°C)     | 0,8       | 4        | 6,9       | 11,1      | 15,4      | 17,9      | 18        | 18        | 16,3      | 11,9      | 6         | 1         | 10,6  |
| Température moyenne (°C)              | 10,3      | 14,2     | 16,9      | 21        | 24,5      | 26,1      | 25,7      | 25,7      | 24,2      | 20,1      | 15,2      | 10,5      | 19,5  |
| Température maximale moyenne (°C)     | 19,8      | 24,5     | 26,9      | 30,9      | 33,6      | 34,3      | 33,3      | 33,3      | 32        | 28,2      | 24,5      | 20        | 28,4  |
| Record de froid (°C) date du record   | −1,9 2001 | 1,4 2001 | 1,2 2001  | 8 1997    | 11 2001   | 14,6 2001 | 15,1 2001 | 15,7 2001 | 13,2 2001 | 7,8 2001  | 3 2004    | −2,3 2000 |       |
| Record de chaleur (°C) date du record | 26,6 1996 | 30 1999  | 32,8 2000 | 36,1 2000 | 39,5 1995 | 39 1998   | 37,9 1995 | 37,6 1994 | 37,5 1994 | 36,2 1994 | 32,5 1994 | 26,3 1994 |       |
| Précipitations (mm)                   | 7         | 1,3      | 4,6       | 2,8       | 13,7      | 35,9      | 29,9      | 34,5      | 36,3      | 19,7      | 5         | 3,3       | 194   |
| Nombre de jours avec précipitations   | 0,9       | 0,4      | 0,8       | 0,5       | 1,2       | 2,9       | 3,1       | 3,1       | 2,8       | 1,8       | 1         | 0,6       | 19,1  |

| Diagramme climatique                                  |          |            |             |              |              |            |            |            |              |        |        |
| J                                                     | F        | M          | A           | M            | J            | J          | A          | S          | O            | N      | D      |
| 19,80,87                                              | 24,541,3 | 26,96,94,6 | 30,911,12,8 | 33,615,413,7 | 34,317,935,9 | 33,31829,9 | 33,31834,5 | 3216,336,3 | 28,211,919,7 | 24,565 | 2013,3 |
| Moyennes : • Temp. maxi et mini °C • Précipitation mm |          |            |             |              |              |            |            |            |              |        |        |